# Guitarra baiana
A guitarra baiana é um instrumento de quatro, cinco ou seis cordas, criado na Bahia. O protótipo criado por Dodô e Osmar (criadores do trio elétrico) no início da década de 1940 ficou conhecido como pau elétrico ou cavaquinho elétrico.

## História
Nascida em meados da década de 40 e batizado inicialmente de pau elétrico, a guitarra baiana foi inventada pela lendária dupla Dodô e Osmar (Adolfo Antônio Nascimento e Osmar Álvares Macêdo) de Salvador, Bahia, músicos amadores baianos que tiveram a ideia de construir um novo instrumento após assistirem uma apresentação na capital baiana do músico Benedito Chaves - que utilizava um violão tradicional de caixa acústica oca, equipada com um captador. Dodô, técnico em eletrônica, procurou adaptar aquela ideia utilizando o sistema em um instrumento de corpo maciço. Juntamente com o amigo, fez vários testes com madeiras e posicionando o captador sob as cordas, conseguiu evitar a microfonia que verificaram ocorrer na apresentação que tinham assistido. Partindo do violão, do cavaquinho e do bandolim, conceberam um instrumento que pudesse ser amplificado em alto volume sem gerar microfonia. Osmar Macedo era bandolinista e tocava seus choros misturados a algumas versões de músicas eruditas quando, impressionado pela passagem do bloco de frevo Vassourinhas do Recife em 1950 no pré carnaval de Salvador, decidiu com Dodô (que era expert em eletrônica) adaptar em um carro Ford Fobica uma aparelhagem de som capaz de transformar esse carro num palco ambulante, que desfilasse pelas ruas onde passavam os blocos, troças e agremiações carnavalescas locais, levando em cima os músicos tocando seus novos instrumentos elétricos - quantas inovações simultâneas. O pau elétrico de Dodô tinha a afinação de um violão. Já o de Osmar era como o bandolim, com afinação em quintas. Nesta época o instrumento de Osmar tinha quatro cordas simples (afinadas em sol-ré-la-mi como o bandolim ou o violino), diferente da guitarra baiana mais difundida hoje em dia, com cinco cordas (afinadas em dó-sol-ré-lá-mi).Podemos dizer que musicalmente a linguagem da guitarra baiana se desenvolveu através da mistura que Osmar e Dodô faziam de choro, música erudita e frevo, mais tarde sofrendo uma forte influência do rock através daquele que se tornou o maior ícone do instrumento: Armandinho Macedo, filho de Osmar. Armandinho pegou toda aquela mistura de Mozart com passo-double, Jacob do Bandolim com frevo e acrescentou uma pegada mais roqueira, usando recursos próprios da linguagem guitarrística, amalgamando de vez a influência moderna da guitarra elétrica americana de Jimi Hendrix com a origem bandolinística e essencialmente brasileira do pau elétrico. Armandinho também ajudou a desenvolver novos modelos de guitarras baianas em parcerias com luthiers como Luizinho Dinamite, Vitório Quintanilha e o grande Elifas Santana, além de ser o responsável pelo acréscimo da quinta corda ao instrumento.A guitarra baiana de hoje é fisicamente e musicalmente o fruto dessa miscigenação: um instrumento de madeira sólida com captadores magnéticos e afinação em quintas, capaz de transitar do frevo ao rock pesado, perfeito para tocar qualquer peça escrita para violino ou bandolim, seja um choro ou um concerto.

## Afinações e evolução
Com suas quatro cordas originais, a guitarra baiana geralmente é afinada como o bandolim ou o violino - Sol, Ré, Lá e Mi (do grave para o agudo), mas alguns músicos utilizam afinações diferentes, tais como de cavaquinho e de "guitarrão". Armandinho adicionou a quinta corda (afinada com a nota Dó) e Alexandre Vargas adicionou sexta corda (afinada em Sol) em sua guitarra baiana MLaghus.
"O cavaco elétrico de quatro cordas (Sol2 , Ré3 , Lá3 , Mi4 ) foi sendo modificado, perdendo suas características primordiais. Na década de 1980, o luthier Vitório Quintino materializou a ideia do guitarrista e filho de Osmar – Armandinho Macedo: um cavaco elétrico em forma de raio e de cinco cordas (Dó2 , Sol2 , Ré3 , Lá3 , Mi4 ), o qual recebeu o nome de guitarra baiana. Em 2005, o luthier Mlaghus, a pedido do guitarrista Alexandre Vargas, fabricou a guitarra baiana de seis cordas (Sol1 , Dó2 , Sol2 , Ré3 , Lá3 , Mi4 ).
O músico baiano e virtuoso da guitarra baiana e do bandolim, Armandinho, filho de Osmar Macêdo, sentindo necessidade de obter um som mais grave, adicionou ao instrumento uma quinta corda, afinada em dó. 
Na década de 1990, o Luthier sergipano Elifas Santana, responsável pela criação das guitarras baianas de Armandinho e de Luiz Caldas, adaptou um sistema de ponte flutuante (Floyd Rose) nestes instrumentos.
Atualmente as guitarras baianas são feitas com trêmulos de diversos modelos (modelo strato, tipo bigsby, vibrato, etc), pontes sistema tipo Tune-o-Matic, cavaletes de madeira (nas acústicas e semi-acústicas), etc.